# Pietro Zoppas
Pietro Zoppas (né le 27 avril 1934 à Scomigo (Conegliano) et mort le 17 juin 2020 dans la même ville) est un coureur cycliste italien, professionnel de 1960 à 1966. Il a gagné une étape du Tour d'Italie en 1964.

## Palmarès

### Palmarès amateur
- 1954
  - Giro del Medio Polesine
- 1956
  - Grand Prix de l'industrie et du commerce de San Vendemiano
- 1957
  - La Popolarissima

### Palmarès professionnel
- 1964
  - 9e étape du Tour d'Italie

## Résultats sur les grands tours

### Tour d'Italie
5 participations :
- 1960 : abandon
- 1961 : abandon
- 1962 : abandon
- 1963 : abandon
- 1964 : abandon, vainqueur de la 9e étape